# Orazio Raimondo
Pour les articles homonymes, voir Raimondo.
Orazio Raimondo (Sanremo, 6 juin 1875 - Sanremo, 11 janvier 1920) était un avocat et un homme politique italien.

## Biographie

### Jeunesse
Dès son plus jeune âge, Orazio Raimondo s'est consacré intensivement à ses études et a obtenu le diplôme du lycée classique « Gian Domenico Cassini » de Sanremo. Pendant les années où il fréquente l'université de Gênes, il s'engage dans le mouvement socialiste. De retour à Sanremo en 1895, après avoir obtenu une licence en droit, il se consacre à la profession d'avocat. En 1896, après la victoire de la liste socialiste aux élections administratives et l'élection d'Augusto Mombello au poste de maire (sindaco), il devient temporairement rédacteur en chef du journal La parola dei socialisti sanremesi. En 1898, il se présente aux élections locales, devenant conseiller de la minorité et enfin conseiller lors des nouvelles élections de 1902 à la suite de la nouvelle victoire des socialistes de Mombello.

### Le maire
Lors des élections locales de juillet 1906, la liste du parti socialiste italien (Partito Socialista Italiano - PSI) de l'avocat Orazio Raimondo l'emporte. Raimondo a été proclamé maire (sindaco) lors de la première réunion. La nouvelle administration a poursuivi tous les travaux qui avaient été mis en place par l'administration précédente de Mombello, notamment l'élargissement des deux routes à l'est et à l'ouest. La route de San Romolo a également été rendue carrossable.

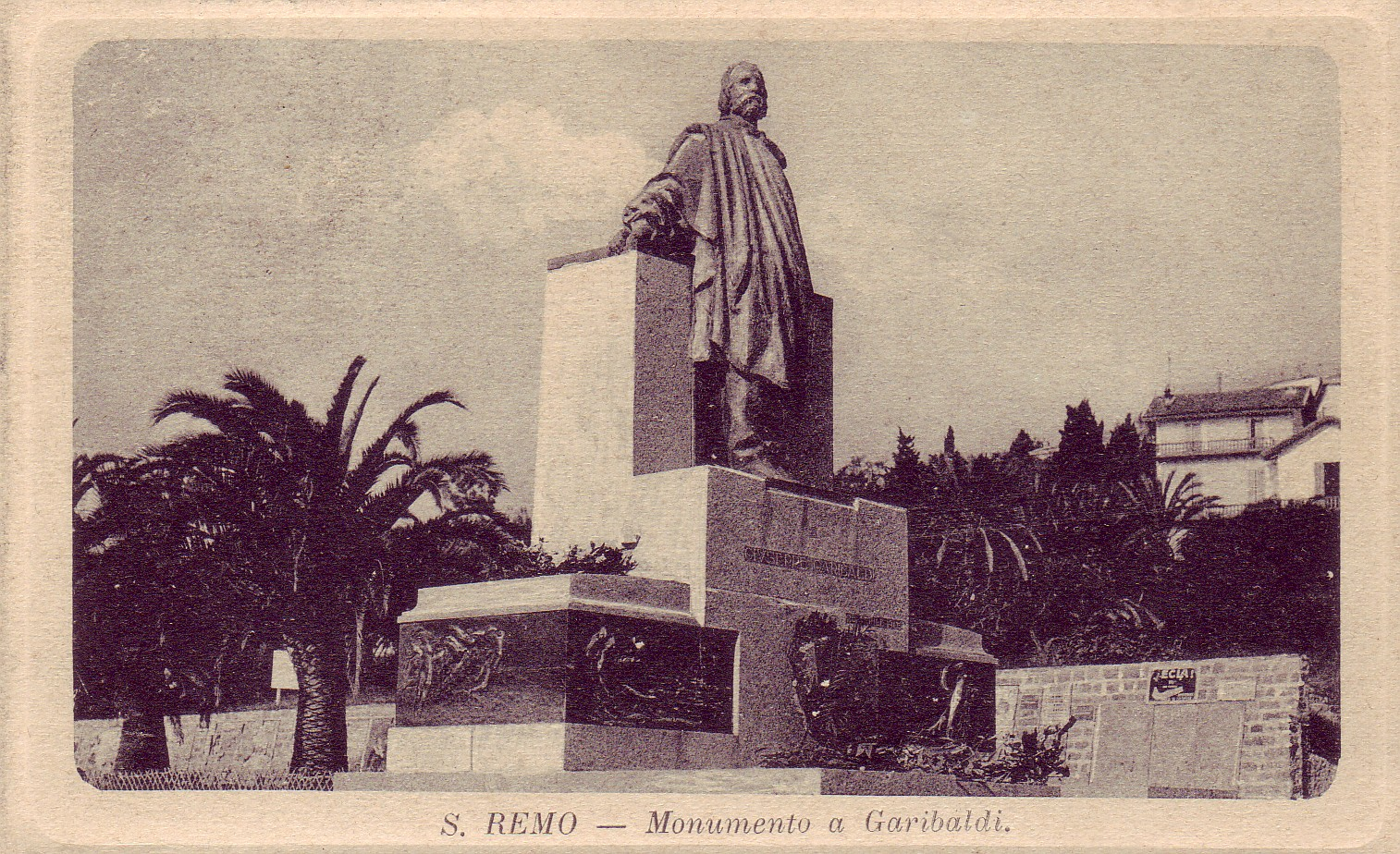
Monument à Giuseppe Garibaldi, œuvre de Leonardo Bistolfi inauguré le 26 avril 1908

La municipalisation de l'aqueduc de la ville a été importante ; par un contrat signé le 25 juin 1907, la municipalité en a acquis la propriété auprès de l'ingénieur Marsaglia. Il a ainsi été possible d'améliorer l'ensemble du système, et particulièrement de mieux protéger les sources. Le 14 avril 1907, la première course cycliste sur route Milan-San Remo est organisé, remporté par le Français Lucien Mazan surnommé "Petit Breton". Le nouvel hôpital pour enfants Andres Nuñez del Castillo, conçu par l'ingénieur Pietro Agosti, le futur Podestà, est inauguré. Le 26 avril 1908, le monument à Giuseppe Garibaldi, du sculpteur Leonardo Bistolfi, est inauguré. En 1908 également, à l'initiative d'Orazio Raimondo, un congrès d'hydrologie et de climatologie a été organisé, qui a réuni à San Remo quelques-uns des plus importants médecins et climatologues italiens et étrangers, ainsi que les directeurs de certaines stations climatiques importantes.
Sous l'administration Raimondo, le premier cinéma permanent a été érigé le 20 mai 1906 dans l'enceinte de l'hôtel Eden. En juin 1908, le maire Orazio Raimondo démissionne, ouvrant la voie à de nouvelles élections locales, qui sont remportées par le parti constitutionnel d'Alfredo Natta Soleri ; la défaite électorale est en partie déterminée par les accusations de dilapidation du trésor public portées contre l'administration précédente.

### Le député
Fermement ancré dans ses idées en tant que socialiste, lors des élections politiques italiennes de 1913, il est élu député du royaume d'Italie. En 1914, après le congrès d'Ancora, il quitte le parti socialiste italien, à la suite de la décision de considérer l'appartenance au parti comme incompatible avec l'appartenance à la franc-maçonnerie. À cette occasion, déchirant sa carte de membre du PSI, il a déclaré : "Je ne choisis pas, je reste ce que je suis". Il avait été initié de nombreuses années auparavant dans la loge de Sanremo "Giuseppe Mazzini", dont il devint vénérable maître en 1905.
Après le début de la Grande Guerre, il se range du côté des interventionnistes. Il est réélu aux élections politiques italiennes de 1919 dans un bloc politique nationaliste et, après la guerre, il fonde L'Azione, un journal d'inspiration socialiste qui soutient l'entreprise de Fiume dirigée par Gabriele D'Annunzio et publie la Constitution de Fiume (la charte du Carnaro). 
Avocat pénaliste, connu pour son éloquence, il défendit avec véhémence la comtesse Tiepolo lors du procès qui eut lieu à Oneglia en 1914 et qui eut un grand retentissement à l'époque. 
Le 12 janvier 1918, il est appelé à faire partie de la commission d'enquête demandée par le Premier ministre Vittorio Emanuele Orlando créée pour étudier les causes de la défaite de Caporetto. Présidé par Carlo Caneva, la commission d'enquête sur la retraite de l'Isonzo au Piave était composée de cinq membres en plus de lui: le général Ottavio Ragni, le vice-amiral Felice Napoleone Canevaro, l'avocat général militaire Donato Antonio Tommasi, le sénateur Paolo Emilio Bensa et le député Alessandro Stoppato. Les pouvoirs de la commission étaient étendus et son travail était minutieux et précis, bien qu'il ne soit pas à l'abri des critiques. En fait, il semble maintenant établi (sur la base du témoignage du sénateur Giuseppe Paratore, alors très proche du Premier ministre) que c'est une intervention d'Orlando (poussée à son tour par Armando Diaz) qui a incité la commission à négliger les responsabilités de Pietro Badoglio, afin d'éviter une crise au sein du commandement suprême au moment du plus grand danger. 
Il a œuvré pour la création de la première institution qui s'occuperait exclusivement de la floriculture industrielle, à laquelle il a fait un legs important, qui n'a jamais vu le jour, ce qui a eu lieu le 25 janvier 1925 par décret royal. La renommée de Sanremo en tant que ville des fleurs est également due à ce décret.
Après sa mort soudaine, son frère Riccardo Raimondo a repris son héritage et a été élu député aux élections politiques italiennes de 1921 au nom de la liste du Parti national fasciste (Partito Nazionale Fascista - PNF), rejoignant ainsi les Blocs nationaux (Blocco Nazionale).

## Remerciements
Quelques années plus tard, une rue de la ville de Sanremo porte son nom et, plus tard, un monument lui est érigé dans les jardins du Corso Trento Trieste, œuvre de Leonardo Bistolfi.
La station de floriculture expérimentale de Sanremo a été baptisée du nom d'Orazio Raimondo.

## Note
1. ↑  Vittorio Gnocchini: L'Italia dei Liberi Muratori, 2005, aux ditions Erasmo Editore-Mimesis  (ISBN 978-88-8483-362-4), page 231

## Source
- (it) Cet article est partiellement ou en totalité issu de l’article de Wikipédia en italien intitulé « Orazio Raimondo » (voir la liste des auteurs).